# Postfordism
Postfordism (även kallat Flexibilism) är en term för att beskriva ett fenomen inom ekonomisk produktion och konsumtion som uppstått i de flesta industriella länder sedan slutet av 1900-talet. Termen kontrasteras av fordismen som beskriver Henry Fords bilfabriker där arbetarna jobbade enligt löpande band-principen. Definitionen av postfordism varierar och frågan debatteras av forskare.